# Spastische Paraplegie 4
Die spastische Paraplegie 4 (SPG4) ist eine Erbkrankheit des Menschen, die zur Gruppe der hereditären spastischen Paraplegien (HSP) gehört.

## Klinisches Bild
Die Erkrankung ist gekennzeichnet durch eine langsam fortschreitende spastische Lähmung der Beine. Das Manifestationsalter ist variabel und reicht vom Kindesalter bis zum späten Erwachsenenalter. Die Erkrankung führt in der Regel innerhalb von zwei Dekaden zum Verlust der Mobilität.
Neben der spastischen Paraplegie können, insbesondere mit zunehmender Dauer der Erkrankung auch andere Symptome wie imperativer Harndrang, Hyperreflexie der oberen Extremitäten und Muskelatrophie der unteren Extremitäten auftreten.
Die SPG4 wird meist als reine HSP klassifiziert, da über die Paraparese hinausgehende komplexe neurologische Symptome selten sind. In Einzelfällen wurden komplexe Phänotypen mit zusätzlicher zerebellärer Ataxie, epileptischen Anfällen, schmalem Corpus callosum und mentaler Retardierung beschrieben. Treten derartige Symptome auf, wird die Erkrankung als komplizierte HSP klassifiziert.

## Ursache, Erbgang und Häufigkeit
Die Erkrankung wird autosomal-dominant vererbt. Ursächlich sind Genmutationen im SPAST-Gen, das für das Protein Spastin kodiert. Die SPG4 ist die häufigste der autosomal-dominanten reinen hereditären spastischen Paraplegien. Sie macht 40–45 % der Diagnosen dieser Gruppe aus.

## Diagnose und Therapie
Die Diagnose kann molekulargenetisch gesichert werden. Eine kausale Therapie ist nicht bekannt.